# 1939 في أستراليا
فيما يلي قوائم الأحداث التي وقعت خلال عام 1939 في أستراليا.

## سياسة

### تعيين في المنصب
- 7 أبريل – ايرل بيج رئيس وزراء أستراليا.
- 26 أبريل – روبرت منزيس رئيس وزراء أستراليا.

### انتهاء فترة المنصب
- 20 مارس – روبرت منزيس المدعي العالم لأستراليا [الإنجليزية]‏.
- 26 أبريل – ايرل بيج رئيس وزراء أستراليا.

## رياضة
- 1 يناير – البطولات الأسترالية 1939

## مواليد

### يناير
- 15 يناير – كين دولان
- 29 يناير – جيرمين غرير

### يونيو
- 24 يونيو – أنيت أندريه ممثلة أسترالية.

### يوليو
- 26 يوليو – جون هوارد

### سبتمبر
- 5 سبتمبر – جورج لازينبي ممثل أسترالي.

### أكتوبر
- 8 أكتوبر – بول هوجان ممثل أسترالي.
- 9 أكتوبر – جون بيلجر صحفي أسترالي.

### ديسمبر
- 22 ديسمبر – سيلفيا سميث سياسية أسترالية.

## وفيات
- حسن موسى خان، كاتب أسترالي.